# Realismo en política internacional

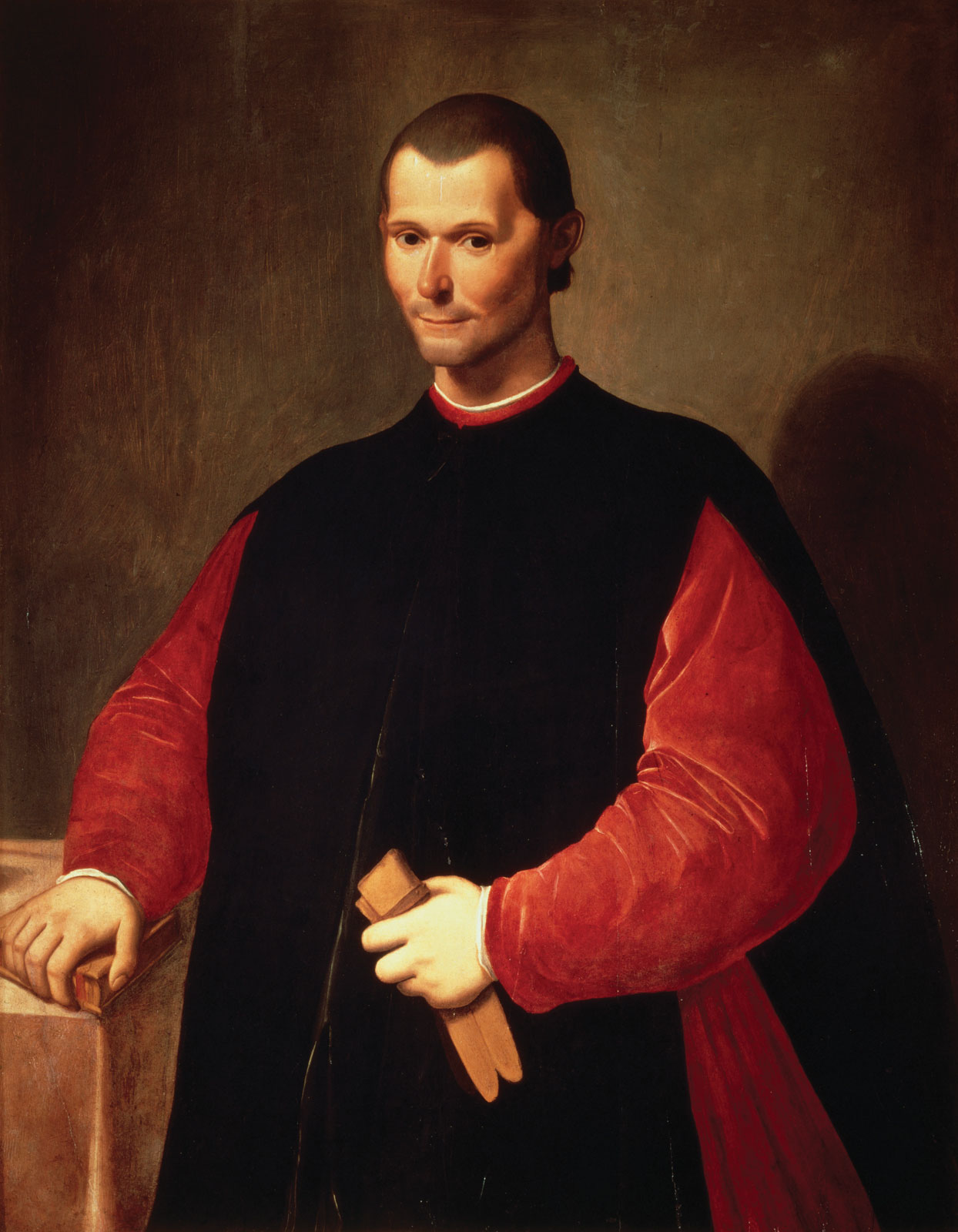
Retrato de Nicolás Maquiavelo

El realismo político nace como una escuela de pensamiento en la teoría de las relaciones internacionales que, en respuesta al idealismo político, percibe al Estado como entidad suprema. Esta escuela se ha desarrollado en general en Alemania, Gran Bretaña y los Estados Unidos, aunque algunos exponentes de habla hispana se destacan también.

## Fundamentos
El realismo político había dominado el pensamiento en los años 30. Es una escuela con bases filosóficas tan antiguas como Tucídides, Maquiavelo, y Hobbes, quienes de primera mano ilustraron el lenguaje realista.
Se percibe al Estado como una entidad suprema y de valiosa relevancia. Sin embargo, sobre este concepto existe también una variabilidad que permite dilucidar la misma importancia del interés, puesto que el realismo clásico también objeta la inmutabilidad del propio Estado como producto histórico, y supone que con el tiempo esta entidad también habrá de cambiar, pero guarda la protección del interés a esta nueva organización, lo que refuerza la importancia del interés nacional.[cita requerida]
La sociedad y la política se encuentran gobernadas por leyes objetivas, basadas en la propia naturaleza humana. Estas leyes son objetivas, por esto permiten el buen vivir de la sociedad, y coaccionan al hombre a no resistirlas. Luego, se busca realizar una teoría que busque representar esas leyes, y para esto usa dos elementos: la evidencia y la razón. En el sentido del realismo, esto consiste en cotejar los hechos y buscarles el sentido usando la razón. La reafirmación de esta tesis en palabras prácticas, es el situarnos en la posición de un estadista que enfrenta un problema de política exterior, buscar las posibles alternativas y suponer, de manera racional, cual va a ser la elección que el estadista va a hacer. La demostración de esta hipótesis de tipo racional con la confrontación con los hechos reales es lo que le da forma teórica a los hechos de la política internacional. Es abordar la realidad desde un esquema racional.[cita requerida]
El elemento necesario conductor entre la razón y los hechos, que es por lo cual entendemos los hechos, es el interés definido en función del poder. Es este el principal indicador de la política internacional. Este permite hacer una relimitación de lo político que permitiría pensar que un estadista piensa y actúa en el marco del interés definido, como el acrecimiento de poder. En esta medida hay que pensar en la forma del interés definido puesto que en esa misma forma piensa el estadista y así podemos llegar a entender las acciones del mismo. El realismo refiere que las motivaciones del estadista y sus inclinaciones ideológicas son inútiles para estudiar la política internacional. Supone que las buenas intenciones tampoco justifican ni moral ni políticamente la satisfacción de las políticas. Además no solo de considerar el interés definido su concepto clave, no lo reviste con un significado establecido eternamente. El tipo de interés que determina la acción política depende del contexto político y cultural.[cita requerida]
La identificación del sistema internacional, permite observar las relaciones entre las entidades y el concepto de interés nacional. El realismo clásico supone que el mundo esta políticamente organizado por Naciones, y por esto el interés nacional es el elemento clave, y para esto surge el Estado nacional. El mundo está lleno de Naciones que compiten entre sí y se enfrentan por poder, y todas las políticas exteriores de todas las naciones referencian la supervivencia, y entonces ahí surge el patrón del Estado, para proteger la identidad física, política, y cultural, frente a la amenaza constante de todos las demás naciones. Se distingue la relación entre interés y Estado nacional como un todo, un producto histórico.[cita requerida]
La relación entre actores internacionales no es benévola sino que es egoísta y competitiva, en contraste con otras teorías de relaciones internacionales como la liberal. También asume que el sistema internacional es anárquico, en el sentido que no existe ninguna autoridad por encima de los Estados que sea capaz de regular sus interacciones; los Estados deben de relacionarse entre ellos y por sí solos, más que guiarse por las directrices de una entidad de control supranacional (pues no existe de hecho un gobierno mundial con autoridad). Asimismo el realismo parte de la convicción de que los Estados soberanos, y no las instituciones internacionales, las ONG o las corporaciones multinacionales, son los principales actores en las relaciones internacionales. Según el realismo, cada Estado es un actor racional que actúa siempre según sus intereses, y el objetivo principal de cada Estado es el de garantizar su propia seguridad. El realismo mantiene que buscando esta seguridad los Estados intentarán amasar los máximos recursos que estén a su disposición y que las relaciones interestatales están condicionadas por su nivel relativo de poder. Ese nivel de poder viene determinado por las capacidades estatales, tanto económicas como militares. Además, los realistas creen que los Estados son inherentemente agresivos ("realismo ofensivo"), y que la expansión territorial tan solo se limitará mientras existan otros poderes en oposición. Los teóricos principales del realismo en relaciones internacionales son E.H.Carr, Hans Morgenthau, y Reinhold Niebuhr.[cita requerida]
Después de la Segunda Guerra Mundial, una nueva escuela de realismo estructuralista o neorrealismo se desarrolló en la tradición americana de ciencias políticas, redefiniendo la teoría realista como una ciencia positivista rigurosa al incorporar un concepto de estructura política dentro de la idea central de la anarquía.[cita requerida]

## Corrientes que se derivan del Realismo Político
Realismo Clásico (Classical realism): la concepción de este enfoque sería decir que la política posee leyes invariables enraizadas en la naturaleza humana, donde el ansia de poder para alcanzar intereses de contenido variable es muy amplia y fuerte. Además hay un cálculo racional de costes y beneficios para la política nacional. Aquí el Estado se sitúa como estructura que trasmite el ansia de poder a la esfera internacional. Las relaciones internacionales serán más o menos conflictivas en función de las características internas de los Estados. En este enfoque hay una escasa validación empírica, se ha probado o experimentado pocas veces con los mismos resultados.
Realismo Estructural o Neorrealismo: Es un modelo sistémico en contraposición a una explicación "reduccionista", donde existe una primacía de los condicionantes impuestos por la estructura internacional, se excluye los factores internos para simplificar la teoría y además se centra solo en las grandes potencias, donde hay más interés de acción internacional. Existen unos principios estructurales de las políticas internacionales, lo son la anarquía global, la autotutela por parte de los Estados y la distribución de poder -único que varía de un Estado a otro-. Existe un "modelo explicativo" donde la variable independiente sería la distribución de capacidades y la variable dependiente sería la estrategia adaptativa de los Estados, es decir, la emulación o innovación y el equilibrio de poder.
Realismo Defensivo (en:Defensive realism): en este enfoque cobra importancia el equilibrio como balanza Ofensiva-Defensiva. La balanza puede ir de un lado a otro dependiendo de varios factores como: la geografía de los escenarios donde se den las ofensas o la defensa, los avances tecnológicos de los Estados y los ejércitos. Si hay o no recursos de interés valorados por el agresor; y también la capacidad de protección de fuerza. Aquí cobra mucha importancia para la defensa la presencia o la ausencia de Estados agresivos que puedan iniciar conflictos armados o bélicos. Si hay o no realmente amenaza real de otros Estados.
Las consecuencias son: que el entorno tiende a ser seguro. Hay recomendaciones de políticas defensivas. Los Estados prefieren mantener el status quo y apuestas por el equilibrio de poder para no estar en continuo enfrentamiento o bajo amenaza lo que supone un gasto infinito de defensa y seguridad. Además la conquista militar ya no es rentable y los Estados agresivos ya son una anomalía, ahora la amenaza proviene de grupos reducidos no de los Estados. Podemos encontrar teorías ad hoc para explicar el Realismo Defensivo: 1.Mito del Imperio de Jack Snyder, 1991: las premisas serían las siguientes: existen unas ganancias acumulables que son la expansión que es igual a mayor seguridad. La mejor y más evolucionada defensa, también el ataque. la agresividad contiene a los rivales y suscita el apoyo de terceros (bandwagoning). Se produce a consecuencia de la ambición de las élites políticas y económicas (dictaduras) y del autoconvencimiento. 2. Equilibrio de la Amenaza de Stephen Walt, 1985: que sostiene que la conducta de los Estados que pueden contrapesar al poderoso está condicionada por la percepción que tiene sobre él. De tal manera estará condicionado su defensa, sus acciones y su protección. Existen una serie de factores: el poder agregado, la proximidad geográfica de un Estado a otro más poderoso, las capacidades ofensivas y también importantes las intenciones ofensivas.
Realismo Ofensivo (en:Offensive realism) es un enfoque estructural que se aplica a todas las grandes potencias. Tiene una serie de principios que lo caracterizan: las grandes potencias poseen capacidades ofensivas y pueden perjudicarse entre sí, los Estados no conocen con seguridad las intenciones de los demás Estados, las ganancias acumulables, la supervivencia es el principal objetivo, las grandes potencias no se contentan con un nivel adecuado de poder. 
Realismo Neoclásico (en:Neoclassical realism): existen en este enfoque varios tipos de variables: variables independientes serán las presiones del sistema internacional, las variables intervinientes son las del ámbito doméstico del Estado, y las dependientes serán el área de la política exterior de un Estado en un momento determinado. Hay unos factores estructurales: como son la distribución de poder o la interacción con Estados revisionistas. También existe un efecto indirecto a través de variables intervinientes domésticas, como son: la percepción de los técnicos decisiones políticos. La atención de las decisiones a diversos planos políticos. Depende también del consenso entre los actores sociales y la capacidad para extraer y emplear los recursos nacionales.